# Paratetrapedia albitarsis
Paratetrapedia albitarsis är en biart som först beskrevs av Heinrich Friese 1921.  Paratetrapedia albitarsis ingår i släktet Paratetrapedia och familjen långtungebin. Inga underarter finns listade i Catalogue of Life.